# Premio Wolf en Física
El Premio Wolf en Física es un premio científico anual otorgado en Israel por la Fundación Wolf. Es uno de los seis Premios Wolf establecidos por la Fundación y adjudicados desde 1978; los otros cinco son en Agricultura, Química, Matemáticas, Medicina y Artes.
Los premios Wolf en física y química a menudo son considerados los premios más prestigiosos en esos campos después del premio Nobel. El premio en física tiene ganada una reputación por anticipar futuros ganadores del Premio Nobel: de los 26 premios otorgados entre 1978 y 2010, catorce ganadores han llegado a obtener luego el Premio Nobel, cinco de ellos al año siguiente.

## Laureados con el premio Wolf en física
En la tabla siguiente se recogen todos los laureados con el premio Wolf en Física.
| Año     | Nombre                                                   | Nacionalidad                                                             | Cita |
| ------- | -------------------------------------------------------- | ------------------------------------------------------------------------ | --- |
| 1978    | Chien-Shiung Wu                                          | Estados Unidos (Chino estadounidense)                                    | «Por sus exploraciones de la interacción débil, ayudando a establecer la forma precisa y la no conservación de la paridad de esta fuerza natural». |
| 1979    | George Eugene Uhlenbeck                                  | Países Bajos ( Estados Unidos)                                           | «Por su descubrimiento, junto con el fallecido Samuel Abraham Goudsmit, del espín del electrón». |
| 1979    | Giuseppe Occhialini                                      | Italia                                                                   | «Por sus contribuciones a los descubrimientos de la producción de pares de electrones y del pión cargado». |
| 1980    | Michael E. Fisher Leo P. Kadanoff Kenneth G. Wilson      | Reino Unido Estados Unidos                                               | «Por desarrollos pioneros que culminaron en la teoría general del comportamiento crítico en transiciones entre las distintas fases termodinámicas de la materia». |
| 1981    | Freeman J. Dyson Gerard 't Hooft Victor F. Weisskopf     | Reino Unido ( Estados Unidos) · Países Bajos · Austria ( Estados Unidos) | «Por sus destacadas contribuciones a la física teórica, especialmente en el desarrollo y aplicación de la teoría cuántica de campos». |
| 1982    | Leon M. Lederman Martin Lewis Perl                       | Estados Unidos                                                           | «Por su descubrimiento experimental de nuevas partículas inesperadas estableciendo una tercera generación de quarks y leptones». |
| 1983/84 | Erwin L. Hahn                                            | Estados Unidos                                                           | For his discovery of nuclear spin echoes and for the phenomenon of self-induced transparency. |
| 1983/84 | Peter B. Hirsch                                          | Reino Unido                                                              | For his development of the utilization of the transmission electron microscope as a universal instrument to study the structure of crystalline matter. |
| 1983/84 | Theodore H. Maiman                                       | Estados Unidos                                                           | For his realization of the first operating laser, the pulsed three level ruby laser. |
| 1985    | Conyers Herring Philippe Nozieres                        | Estados Unidos Francia                                                   | For their major contributions to the fundamental theory of solids, especially of the behaviour of electrons in metals. |
| 1986    | Mitchell J. Feigenbaum                                   | Estados Unidos                                                           | For his pioneering theoretical studies demonstrating the universal character of non-linear systems, which has made possible the systematic study of chaos. |
| 1986    | Albert J. Libchaber                                      | Francia ( Estados Unidos)                                                | Por su brillante demostración experimental de la transición a turbulento y caos en sistemas dinámico. |
| 1987    | Herbert Friedman                                         | Estados Unidos                                                           | Por su investigación pionera en rayos X solares. |
| 1987    | Bruno B. Rossi Riccardo Giacconi                         | Italia ( Estados Unidos) · Italia ( Estados Unidos)                      | For the discovery of extra-solar X-ray sources and the elucidation of their physical processes. |
| 1988    | Roger Penrose Stephen W. Hawking                         | Reino Unido                                                              | For their brilliant development of the theory of general relativity, in which they have shown the necessity for cosmological singularities and have elucidated the physics of black holes. In this work they have greatly enlarged our understanding of the origin and possible fate of the Universe. |
| 1989    | No concedido                                             |                                                                          | |
| 1990    | Pierre-Gilles de Gennes David J. Thouless                | Francia Reino Unido ( Estados Unidos)                                    | For a wide variety of pioneering contributions to our understanding of the organization of complex condensed matter systems, de Gennes especially for his work on macromolecular matter and liquid crystals and Thouless for his on disordered and low-dimensional systems.                           |
| 1991    | Maurice Goldhaber Valentine L. Telegdi                   | Estados Unidos; · Suiza ( Estados Unidos)                                | For their separate seminal contributions to nuclear and particle physics, particularly those concerning the weak interactions involving leptons. |
| 1992    | Joseph H. Taylor Jr.                                     | Estados Unidos                                                           | For his discovery of an orbiting radio pulsar and its exploitation to verify the general theory of relativity to high precision. |
| 1993    | Benoît Mandelbrot                                        | Francia ( Estados Unidos)                                                | By recognizing the widespread occurrence of fractals and developing mathematical tools for describing them, he has changed our view of nature. |
| 1994/95 | Vitaly L. Ginzburg                                       | Rusia                                                                    | Por sus contribuciones a la teoría de la superconductividad y a la teoría de los procesos de alta energía en astrofísica. |
| 1994/95 | Yoichiro Nambu                                           | Japón ( Estados Unidos)                                                  | For his contribution to elementary particle theory, including recognition of the role played by spontaneous symmetry breaking in analogy with superconductivity theory, and the discovery of the color symmetry of the strong interactions.                                                           |
| 1995/96 | No concedido                                             |                                                                          | |
| 1996/97 | John Archibald Wheeler                                   | Estados Unidos                                                           | Por su contribución a la física de los agujeros negros, to gravedad cuantica, and to the theories of nuclear scattering and nuclear fission. |
| 1998    | Yakir Aharonov Michael V. Berry                          | Israel Reino Unido                                                       | Por el descubrimiento de las fases topológicas y geométricas cuánticas, en concreto el efecto Aharonov-Bohm, la fase Berry y su incorporación a diversos campos de la física. |
| 1999    | Dan Shechtman                                            | Israel                                                                   | Por el descubrimiento experimental de los cuasi-cristales, sólidos no periódicos de orden alto rango, que inspiraron la exploración de un nuevo estado fundamental de la materia. |
| 2000    | Raymond Davis, Jr. Masatoshi Koshiba                     | Estados Unidos Japón                                                     | Por sus observaciones pioneras de fenómenos astronómicos mediante la detección de neutrinos, creando de este modo el campo emergente de la astronomía de neutrinos. |
| 2001    | No concedido                                             |                                                                          | |
| 2002/03 | Bertrand I. Halperin Anthony J. Leggett                  | Estados Unidos Reino Unido ( Estados Unidos)                             | For key insights into the broad range of condensed matter physics: Leggett on superfluidity of the light helium isotope and macroscopic quantum phenomena; and Halperin on two- dimensional melting, disordered systems and strongly interacting electrons.                                           |
| 2004    | Robert Brout François Englert Peter W. Higgs             | Bélgica · Bélgica · Reino Unido                                          | For pioneering work that has led to the insight of mass generation whenever a local gauge symmetry is realized asymmetrically in the world of sub-atomic particles. |
| 2005    | Daniel Kleppner                                          | Estados Unidos                                                           | For groundbreaking work in atomic physics of hydrogenic systems, including research on the hydrogen maser, Rydberg atoms and Bose–Einstein condensation. |
| 2006/07 | Albert Fert Peter Grünberg                               | Francia · Alemania                                                       | For their independent discovery of the giant magnetoresistance phenomenon (GMR), thereby launching a new field of research and applications known as spintronics, which utilizes the spin of the electron to store and transport information.                                                         |
| 2008    | No concedido                                             |                                                                          | |
| 2009    | No concedido                                             |                                                                          | |
| 2010    | John F. Clauser Alain Aspect Anton Zeilinger             | Estados Unidos · Francia · Austria                                       | For their fundamental conceptual and experimental contributions to the foundations of quantum physics, specifically an increasingly sophisticated series of tests of Bell's inequalities, or extensions thereof, using entangled quantum states.                                                      |
| 2011    | Maximilian Haider Harald Rose Knut Urban                 | Austria · Alemania · Alemania                                            | Por el desarrollo del microscopio de electrones corregido de anomalías, permitiendo la observación de átomos individuales con precisión picométrica, revolucionando de esta manera la ciencia de materiales.                                                                                          |
| 2012    | Jacob D. Bekenstein                                      | Israel                                                                   | Por su trabajo en agujeros negross. |
| 2013    | Peter Zoller Ignacio Cirac                               | Austria · España                                                         | Por sus innovadoras contribuciones teóricas al procesamiento cuántico de información, la óptica cuántica y la física de gases cuánticos. |
| 2014    | No concedido                                             |                                                                          | |
| 2015    | James Bjorken                                            | Estados Unidos                                                           | Para predecir la escala en profunda dispersión inelástica, lo que lleva a la identificación de los componentes puntuales del nucleón. Él hizo una contribución crucial para dilucidar la naturaleza de la fuerza fuerte.                                                                              |
| 2015    | Robert Kirshner                                          | Estados Unidos                                                           | Para crear el grupo, el medio ambiente y las instrucciones que permitían a sus estudiantes de posgrado y becarios posdoctorales para descubrir la aceleración de la expansión del universo. |
| 2016    | Yoseph Imry                                              | Israel                                                                   | Por su trabajo en la física mesoscópica - una rama de la física que estudia los objetos que son más pequeños que lo macroscópico (visible a simple vista) de los objetos, pero más grande que los átomos.                                                                                             |
| 2017    | Michel Mayor Didier Queloz                               | Suiza                                                                    | Por el descubrimiento de un planeta extrasolar que orbita alrededor de una estrella similar al Sol. |
| 2018    | Charles H. Bennett Gilles Brassard                       | Estados Unidos Canadá                                                    | Por su trabajo colaborativo en el campo en rápida expansión de la ciencia de la información cuántica. |
| 2019    | No concedido                                             |                                                                          | |
| 2020    | Rafi Bistritzer Pablo Jarillo-Herrero Allan H. MacDonald | Israel España Canadá                                                     | Por su trabajo pionero, teórico y experimental, con bicapas de grafeno giradas. |
| 2021    | Giorgio Parisi                                           | Italia                                                                   | Por su trabajo en descubrimientos revolucionarios en sistemas desordenados, física de partículas y física estadística. |
| 2022    | Anne L'Huillier Paul Corkum Ferenc Krausz                | Francia/ Suecia Canadá Hungría/ Austria                                  | por sus contribuciones pioneras a la ciencia del láser ultrarrápido y la física del attosegundo. |
| 2023    | No concedido                                             |                                                                          | |
| 2024    | Martin Rees                                              | Reino Unido                                                              | por contribuciones fundamentales a la astrofísica de alta energía, la formación de galaxias y estructuras, y la cosmología. |
| 2025    | James P. Eisenstein Moty Heiblum Jainendra K. Jain       | Estados Unidos Israel India/ Estados Unidos                              | por los avances en nuestra comprensión de las sorprendentes propiedades de los sistemas electrónicos bidimensionales en campos magnéticos fuertes. |